# 迈克·德瓦恩
迈克·德瓦恩（英語：Mike DeWine；1947年1月5日—）是共和黨籍的美国政治人物，現任俄亥俄州州長。在1983年至1991年期間曾擔任俄亥俄州國會第10選舉區的聯邦眾議員，並於1995年至2007年期間擔任俄亥俄州的參議院議員。